# 東京都職員共済組合
東京都職員共済組合（とうきょうとしょくいんきょうさいくみあい）は、東京都職員・特別区職員を組合員として組織される地方公務員共済組合である。

## 概要
地方公務員等共済組合法に基づいて設立された地方公務員共済組合の一種であるが、道府県の職員は地方職員共済組合に、特別区を除く都内の市町村の職員は東京都市町村職員共済組合に加入し、「都職員共済組合」は当組合1つのみである。
下記の施設を所有・運営するほか、過去には東京都職員共済組合青山病院も運営していた。

## 所有・運営する施設
- 箱根路開雲 -  箱根にある保養所。ホテル一の湯グループが運営を受託。
- ホテルアジュール竹芝 - 総合保健施設と位置付けられ開業。ティーケーピーが運営を受託。
  - アジュール竹芝総合健診センター - 17階にある検診センター。医療法人こころとからだの元氣プラザが運営を受託。
- シティ・ホール診療所 - 都庁の中にある診療所。
- 清瀬運動場 - 清瀬市にある運動場。